# キチェマル
キチェマル (Kiche Maru) は、1912年（大正元年）9月22日に台風で沈没したとされる日本の蒸気船。
1,000人以上が死亡した事故にもかかわらず、数か月前に発生したタイタニック号沈没事故によって長い間知られずにいた。日本の南沖で起きた台風による多数の海難事故の1件だったことも影響した。この事故は迅速に報道されたが、船名について「キエコマル」(Kieko Maru) 、「ケイコマル」 (Keiko Maru) 、後に「キッカーマル」 (Kickermaru) など情報が錯綜した。旅客船「キチェマル」は本州の沖合で発見され、全員が死亡していた。
という記事がニューヨークタイムズなどに掲載されたが、そのような大きな事故の記事はおろか該当する船の記録さえ、当時の日本の新聞および公的資料には残されていない。この台風は1912年9月22日に室戸岬に上陸し、日本を縦断して各地に死者661名他大きな被害を出した台風であるが、1000人もの死者を出した船の沈没は記録されていない。